# Tanglewood
A Tanglewood egy közösség, amely számos zenei helyszínt foglal magában Lenox és Stockbridge városokban, a Nyugat-Massachusetts-i Berkshire Hillsben. 1937 óta a Bostoni Szimfonikus Zenekar nyári otthona. Tanglewoodban három zeneiskola is működik: a Tanglewood Music Center, a Days in the Arts és a Boston University Tanglewood Institute. A klasszikus zene mellett Tanglewood ad otthont a Kortárs Zene Fesztiváljának, dzsessz- és popzeneművészeknek, hangversenyeknek, valamint James Taylor, John Williams és a Boston Pops gyakori fellépésének.

## Története

### Az első évad, 1934–1935
Tanglewood története egy koncertsorozattal kezdődik, amelyet 1934. augusztus 23-án, 25-én és 26-án tartottak Daniel Hanna interlakeni birtokán, körülbelül egy mérföldre a mai fesztivál helyszínétől. Néhány hónappal korábban Henry Kimball Hadley zeneszerző és karmester felfedezte a Berkshires-szigeteket, hogy helyet találjon, és megvalósítsa álmát egy szezonális komolyzenei fesztivál létrehozásáról. Lelkes és tehetséges mecénásra talált Gertrude Robinson Smithben.
Néhány hónapon belül koncertsorozatot szerveztek a New York-i Filharmonikus Zenekarral, amelynek Hadley a társkarmestere volt. A lóversenypályán épült amfiteátrumban rendezett első koncerten Sara Delano Roosevelt, az elnök édesanyja vett részt. Robinson és Hadley ennek a sikerén felbuzdulva a következő nyáron újabb nagy sikerű koncertsorozatot szervezett Interlakenben.

### 1936-ban kezdődik a Bostoni Szimfonikus Zenekar korszaka
A New York-i Filharmonikus Zenekarral töltött két évad után a Bostoni Szimfonikus Zenekar (BSO) Serge Koussevitzky karmester vezényletével meghívást kapott az 1936-os fesztiválra, amelyet Holmwoodban, Margaret Vanderbilt otthonában, a közeli Lenoxban tartottak. A BSO 1936. augusztus 13-án adta első koncertjét Berkshire megyeben Közel nyolc évtizeden át a BSO maradt a zenei fesztivál zászlóshajója.

### Költözés Tanglewoodba, 1937-ben
1937-ben a fesztivál helyszínét a Tanglewoodba költöztették át, egy Mrs. Gorham Brooks és Miss Mary Aspinwall Tappan által adományozott birtokra. A "Tanglewood" Nathaniel Hawthorne Tanglewood-meséiről kapta a nevét, amelyeket a birtokon lévő nyaralóban írt. 1937. augusztus 12-én Tanglewood történetének meghatározó pillanata egy zivatar idején következett be, amely megszakította Richard Wagner A Valkűrök lovaglása című művének előadását. A Boston Globe arról számolt be, hogy „Gertrude Robinson Smith fellépett a színpadra, amikor a koncert leállt, és így szólt a rekordszámú, 5000 fős tömeghez: »Most már értik, miért kell állandó épületet fenntartanunk ezekhez a koncertekhez?«. Perceken belül több mint 30 000 dollár gyűlt össze”.

### A Zeneház megnyitása, 1938

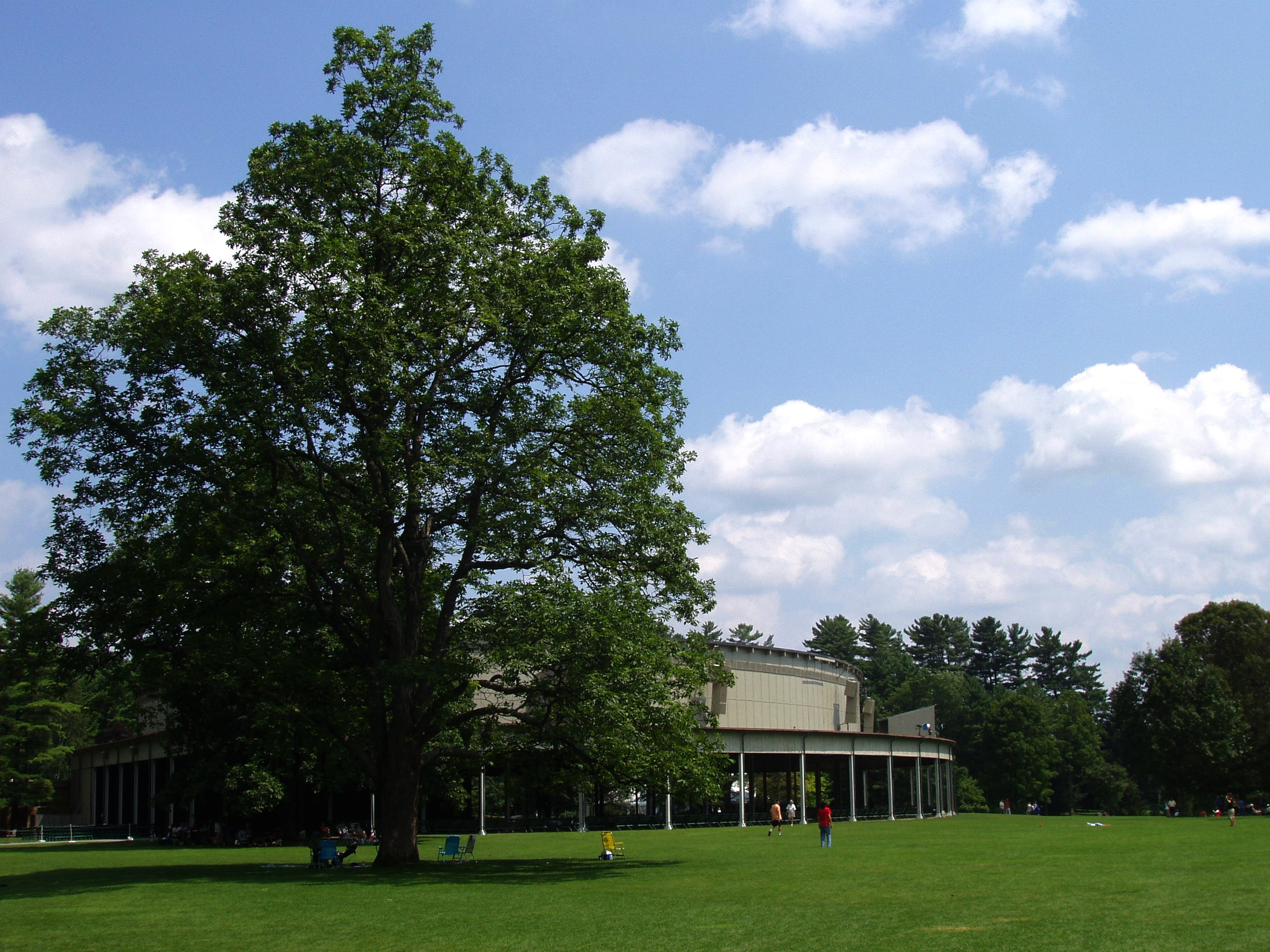
A Shed, Lenox, Massachusetts

A következő évben felépült az Eliel Saarinen által tervezett, legyező alakú Shed, amely ma Koussevitzky Music Shed néven vagy egyszerűen csak "a Shed" néven ismert, körülbelül 5100 ülőhelyes, így a BSO állandó szabad eget biztosít a koncertek megtartására. Hatalmas angol pázsit nyúlik túl a fészeren, kültéri teret biztosítva a koncertlátogatóknak, valamint a távolban lévő Stockbridge Bowlra és a Monument Mountainre is. A Shed 1938. augusztus 4-i megnyitóján Gertrude Robinson Smith ajánló beszédét rögzítették, amely ma is meghallgatható. A Bostoni Szimfonikus Zenekar azóta minden nyáron fellépett a Koussevitzky Music Shedben, kivéve az 1942–45-ös szünetet, amikor a meghívott fellépők lemondták a koncerteket és a nyári iskolát a második világháború miatt. A fészert 1959-ben a BBN Technologies akusztikai tervei alapján felújították. 1986-ban a BSO megvásárolta a szomszédos Highwood birtokot, amivel az ingatlan területe körülbelül 40%-kal nőtt. A Seiji Ozawa Hall (1994) ezen a nemrégiben kibővített ingatlanon épült. Leonard Bernstein 1990 augusztusában a bostoni szimfonikusokat vezényelte Tanglewoodban élete utolsó koncertjén. A Deutsche Grammophon élő felvételt adott ki a koncertről CD-n.

### Fiatal zenészek
A Tanglewood a világhírű klasszikus, dzsessz és populáris zenei programok mellett zenei oktatást is kínál. 1940-ben Szergej Kuszevickij karmester nyári iskolát indított mintegy 300 fiatal zenész számára, amely ma Tanglewood Music Center néven ismert. Szintén a közelben található a Boston University Tanglewood Institute (BUTI) a középiskolások számára és a Days in the Arts (DART) a középiskolás diákok számára. Más ifjúsági szimfonikus szervezetek is felléptek a Music Shedben vagy az Ozawa Hallban, köztük a norwalki Norwalk Youth Symphony (Connecticut), az Empire State Youth Orchestra (Albany, New York) és a Greater Boston Youth Symphony (jelenleg például a Boston Ifjúsági Szimfonikus Zenekar).

## A BSO és a Tanglewood zenei igazgatói
- Szergej Alekszandrovics Kuszevickij (1936–1949)
- Charles Münch (1949–1962)
- Erich Leinsdorf (1962–1969)
- William Steinberg (1969–1972)
- Seiji Ozawa (1973–2002)
- James Levine (2004–2011)
- Andris Nelsons (2014-től napjainkig)

## Az épületek

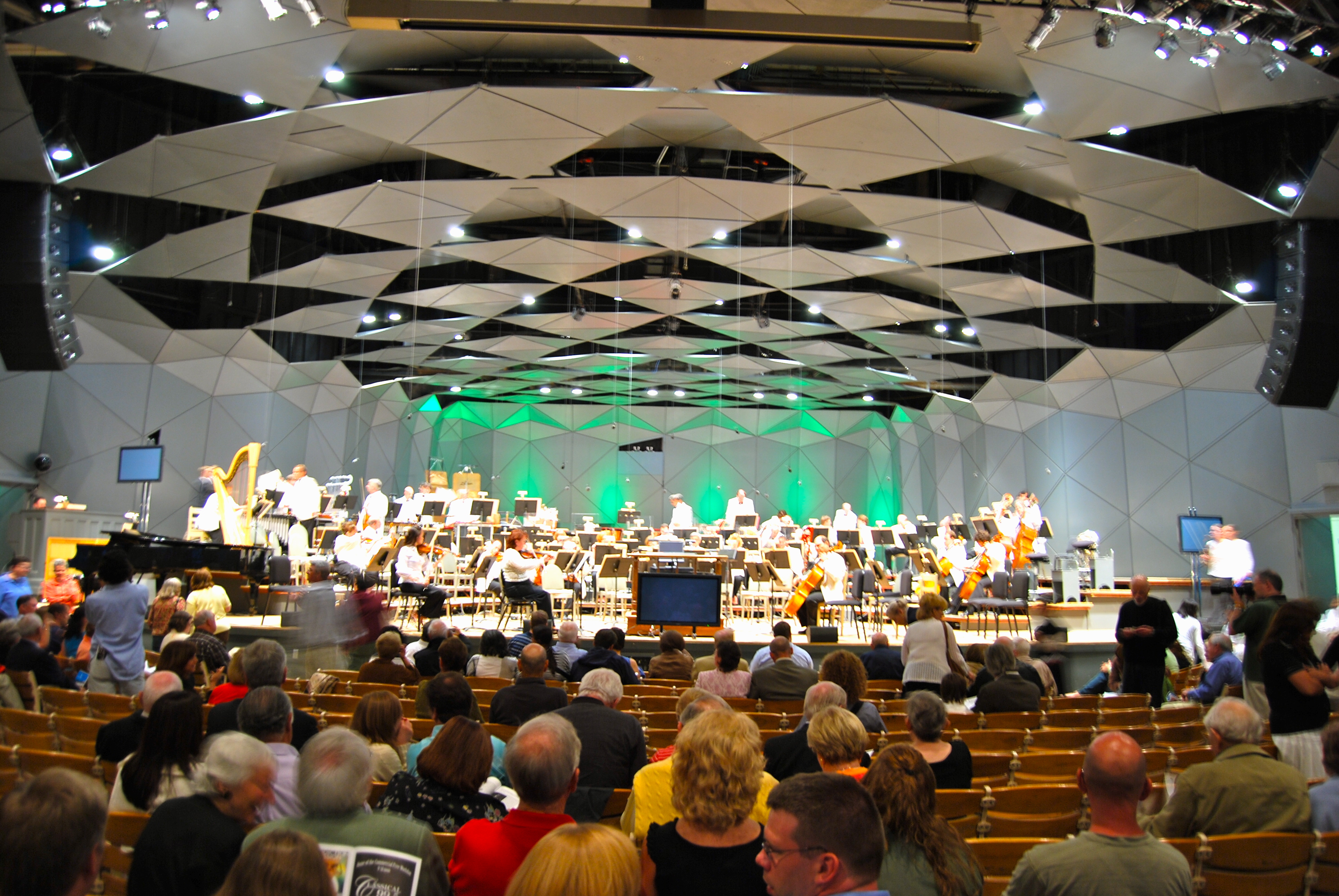
A Boston Pops készülődik John Williams vezényletével, a Music Shedben

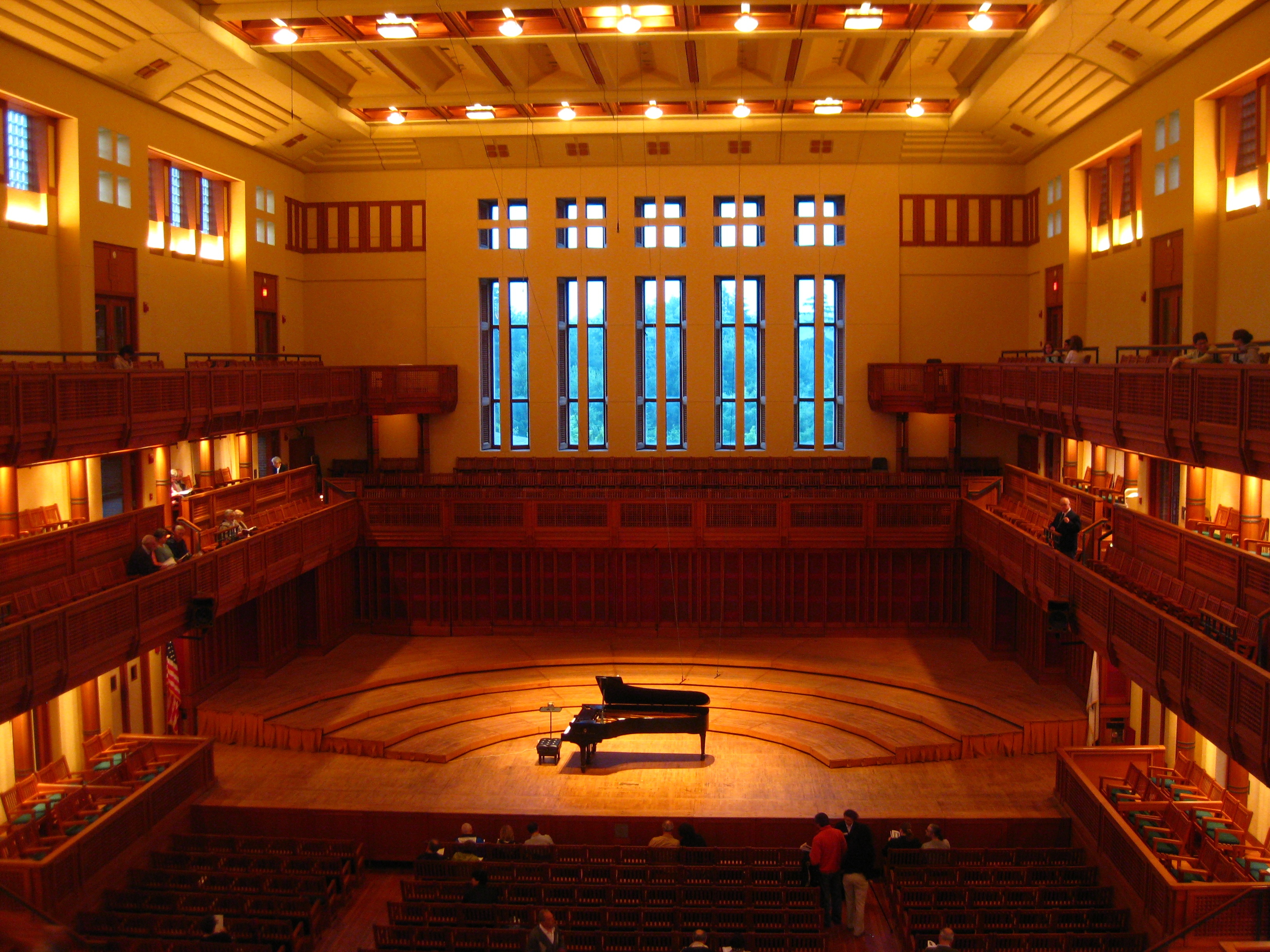
A Seiji Ozawa Hall koncert előtt

- Koussevitzky zenekamara: 1938-ban avatták fel, Kuszevickijről kapta nevét, 1959-ben jelentős akusztikai felújításokat végeztek rajta. Az eredetileg névtelen fészert 1988-ban a TMC alapítójának szentelték újra. Itt tartják a legtöbb BSO zenekari koncertet és néhány TMC-t.

- Seiji Ozawa Hall: 1994-ben avatták fel, és Ozava Szeidzsi mesternek szentelték. Ez az a struktúra, ahol a legtöbb Tanglewood kamarakoncert, valamint a TMC zenekari koncertjei zajlanak. A William Rawn Associates, Architects, Inc. (Boston, Massachusetts) által tervezett Seiji Ozawa Hall az elmúlt 50 évben az Egyesült Államok két legjobb koncerttermének egyike volt, az Egyesült Államokban valaha épített négy legjobb koncertterem egyike. Az Egyesült Államok és a világ 13. legjobb koncertterme (Leo Beranek Concert Halls and Opera Houses című művéből). A Seiji Ozawa Hall számos díjat kapott építészetéért, köztük a National American Institute of Architects Honor Award for Interior Architecture (2000) és a National American Institute of Architects Honor Award for Architecture díját (1995). A terem akusztikáját a Kirkegaard Associates R. Lawrence Kirkegaard építészével együttműködve tervezték.

- Az Aaron Copland Könyvtár színházzal és kamarazenei koncertteremmel.

Egyéb adminisztratív, szórakoztató és gyakorló épületek is vannak Tanglewood területén.

## Fordítás
- Ez a szócikk részben vagy egészben  a   Tanglewood (auditorium) című olasz Wikipédia-szócikk ezen változatának fordításán alapul.  Az eredeti cikk szerkesztőit annak laptörténete sorolja fel. Ez a jelzés csupán a megfogalmazás eredetét és a szerzői jogokat jelzi, nem szolgál a cikkben szereplő információk forrásmegjelöléseként.

## Bibliográfia
- Classical Music in America: A History of Its Rise and Fall. W. W. Norton & Company (2005). ISBN 0-393-05717-8
- Scenes from Tanglewood. Northeastern University Press (1989). ISBN 1-55553-054-0